# 巨峰園
巨峰園（きょほうえん）は、高知県南国市廿枝にあるレジャー施設。オープンは1960年。
夏期はプール（7月下旬〜8月末）、ぶどう狩り体験（8月上旬〜9月中旬）が、冬期にはローラースケート（10月～翌5月）が楽しめる。
プールには、ジャンボスライダー（50ｍと25ｍの2台）や日本で唯一の大回転造波プール（直径58mの円形プールで5000人収容可能）、50m競泳プール、ちびっ子プール等を備える。
ぶどう狩りで食べられる品種は、巨峰やキャンベル、瀬戸ジャイアンツ等である。

## その他
- 2016年、8月14日午後2時ごろ同園にて4歳男児が溺れ死亡する事故が発生した[2]。
- 2024年の夏期営業では、プール遊泳施設とぶどう狩り体験については休止となった[3]。
- 2024年9月9日、二宮代表の経営する貸切バス運行会社「巨峰ライン」について、事業継続を断念し、自己破産申請の準備に入ったことを発表。「巨峰園も自己破産の申請に向けて調整している」としていた[4]が、同年12月4日に正式に破産申請した[5]。